# Уряд Азербайджану
Уряд Азербайджану — вищий орган виконавчої влади Азербайджану.

## Голова уряду
- Прем'єр-міністр — Артур Расізаде (англ. Artur Rasizade).
- Перший віце-прем'єр-міністр — Якуб Еюбов (англ. Yaqub Eyyubov).
- Віце-прем'єр-міністр — Ісмат Аббасов (англ. Ismat Abbasov).
- Віце-прем'єр-міністр — Алі Ахмедов (англ. Ali Akhmedov).
- Віце-прем'єр-міністр — Ельчин Ефендієв (англ. Elchin Efendiyev).
- Віце-прем'єр-міністр — Алі Гасанов (англ. Ali Hasanov).
- Віце-прем'єр-міністр — Абід Шаріфов (англ. Abid Sharifov).

## Кабінет міністрів
Склад чинного уряду подано станом на 7 березня 2016 року.
| Логотип | Міністерство                                     | Міністр                                         | Фото | Час на посаді | Час на посаді | Партія | Партія | Вебсайт |
| ------- | ------------------------------------------------ | ----------------------------------------------- | ---- | ------------- | ------------- | ------ | ------ | ------- |
|         | Міністерство внутрішніх справ                    | генерал-полковник Раміль Усубов (Ramil Usubov)  |      |               |               |        |        |         |
|         | Міністерство екології та природних ресурсів      | Хусейнгулу Багіров (Huseyngulu Bagirov)         |      |               |               |        |        |         |
|         | Міністерство економіки і промисловості           | Шахін Мустафаєв (Shahin Mustafayev)             |      |               |               |        |        |         |
|         | Міністерство енергетики                          | Натік Алієв (Natiq Aliyev)                      |      |               |               |        |        |         |
|         | Міністерство з надзвичайних ситуацій             | Камаладдін Гейдаров (Kamaladdin Heydarov)       |      |               |               |        |        |         |
|         | Міністерство зв'язку та інформаційних технологій | Рамін Гулузаде (Ramin Guluzade)                 |      |               |               |        |        |         |
|         | Міністерство закордонних справ                   | Елмар Маммадяров (Elmar Mammadyarov)            |      |               |               |        |        |         |
|         | Міністерство культури і туризму                  | Абульфаз Гараєв (Abulfaz Garayev)               |      |               |               |        |        |         |
|         | Міністерство молоді і спорту                     | Азад Рахімов (Azad Rahimov)                     |      |               |               |        |        |         |
|         | Міністерство оборони                             | генерал-полковник Закір Гасанов (Zakir Hasanov) |      |               |               |        |        |         |
|         | Міністерство оборонної промисловості             | Явар Джамалов (Yavar Jamalov)                   |      |               |               |        |        |         |
|         | Міністерство освіти                              | Михаїл Джаббаров (Mikayil Jabbarov)             |      |               |               |        |        |         |
|         | Міністерство охорони здоров'я                    | Октай Ширалієв (Oqtay Shiraliyev)               |      |               |               |        |        |         |
|         | Міністерство податків і зборів                   | Фазіль Мамедов (Fazil Mamedov)                  |      |               |               |        |        |         |
|         | Міністерство праці і соціального забезпечення    | Салім Муслумов (Salim Muslumov)                 |      |               |               |        |        |         |
|         | Міністерство сільського господарства             | Гейдар Асадов (Heydar Asadov)                   |      |               |               |        |        |         |
|         | Міністерство транспорту                          | Зія Маммадов (Ziya Mammadov)                    |      |               |               |        |        |         |
|         | Міністерство фінансів                            | Самір Шаріфов (Samir Sharifov)                  |      |               |               |        |        |         |
|         | Міністерство юстиції                             | Фікрет Мамедов (Fikret Mamedov)                 |      |               |               |        |        |         |